# Vallebona
Vallebona (ligur nyelven Valebòna) egy olasz község Liguria régióban, Imperia megyében

## Földrajz

Vallebona község Imperia megye térképén

Vallebona Ventimiglia tőszomszédságában helyezkedik el.
A vele szomszédos települések Bordighera, Ospedaletti, Perinaldo, San Biagio della Cima, Seborga, Soldano és Vallecrosia.

## Fordítás
- Ez a szócikk részben vagy egészben  a   Vallebona című olasz Wikipédia-szócikk fordításán alapul.  Az eredeti cikk szerkesztőit annak laptörténete sorolja fel. Ez a jelzés csupán a megfogalmazás eredetét és a szerzői jogokat jelzi, nem szolgál a cikkben szereplő információk forrásmegjelöléseként.